# Festival international du film de comédie de l'Alpe d'Huez 2015
 (décembre 2023).
Si vous disposez d'ouvrages ou d'articles de référence ou si vous connaissez des sites web de qualité traitant du thème abordé ici, merci de compléter l'article en donnant les références utiles à sa vérifiabilité et en les liant à la section « Notes et références ».
Le Festival international du film de comédie de l'Alpe d'Huez 2015, 18e édition du festival organisé par l'Agence Tournée Générale, aura lieu du 14 au 18 janvier 2015.

## Jury
- Gad Elmaleh (président)
- Sylvie Testud
- Manu Payet
- Ana Girardot
- Max Boublil

## Coup de Projecteur
- Vanessa Guide
- Isabelle Viatari
- Frédéric Chau
- Mathieu Spinosi

## Sélection

### En compétition

#### Longs métrages
- A Love You de Paul Lefèvre  France
- Papa ou Maman de Martin Bourboulon  France
- Réalité de Quentin Dupieux  France  Belgique
- Toute première fois de Noémie Saglio et Maxime Govare  France
- The Voices de Marjane Satrapi  États-Unis  Allemagne
- Un Incroyable Talent (One Chance) de David Frankel  Royaume-Uni  États-Unis

#### Courts métrages
- À l'amiable de Rémy Cayuela  France
- Certains l'aiment faux de Baptiste Magontier  France
- Des Goûts et des Douleurs de Marc Ory  France
- Fanette de Sébastien Chamaillard  France
- Je suis un tombeur de Juliette Tresanini et Paul Lapierre  France
- Jumble Up de Léo Karmann  France
- La Tête de l'Emploi de Wilfried Méance  France
- The Box de Johnny Merlinc  France
- Ultreïa de Jérôme Steinberg  France

### Hors compétition

#### Longs métrages
- Arnaud fait son 2ème film de Arnaud Viard  France
- Bis de Dominique Farrugia  France (film d'ouverture)
- L'attaque de la Pom-Pom Girl Géante (Attack of the 50ft Cheerleader) de Kevin O'Neill  États-Unis
- Le Vieux Schnock (The Grump / Mielensäpahoittaja) de Dome Karukoski  Finlande
- Les Gorilles de Tristan Aurouet  France (film de clôture)
- Les Nouveaux Héros (Big Hero 6) de Don Hall et Chris Williams  France

## Palmarès
- Grand Prix Orange Cinéma séries :
  - Toute première fois de Noémie Saglio et Maxime Govare •  France
- Prix Spécial du Jury :
  - A Love You de Paul Lefèvre •  France
  - Toute première fois – Noémie Saglio et Maxime Govare •  France
- Prix du public Studio Ciné Live :
  - Papa ou Maman de Martin Bourboulon •  France
  - Toute première fois – Noémie Saglio et Maxime Govare •  France
- Prix d'Interprétation - Coup de cœur :
  - Pio Marmaï dans Toute première fois •  France
- Prix du court-métrage Orange Cinéma séries :
  - Qui de nous deux de Benjamin Bouhana •  France